# Южно-Карская нефтегазоносная область
Южно-Карская нефтегазоносная область — расположено в южной части Карского моря. Шельф Карского моря является северным продолжением Западно-Сибирской нефтегазоносной провинции.
В данной области открыто 4 месторождения, из них 3 газовые (Русановское, Ленинградское, Харасавейское) и 1 нефтяное (Белоостровское).

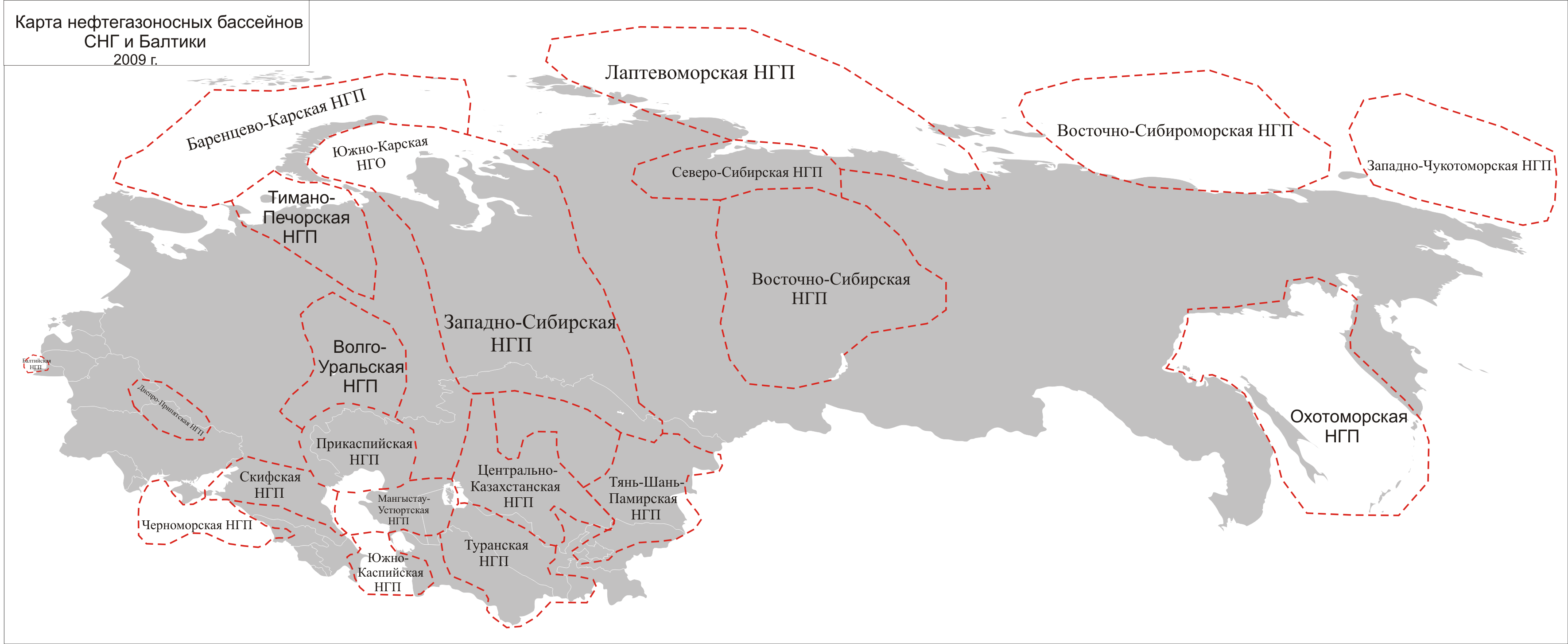
Южно-Карская нефтегазоносная область

Ресурсы оцениваются в 10—50 трлн м³ природного газа и в 3—10 млрд тонн нефти.
Перспективными нефтегазовыми структурами бассейна считаются Университетская, Нярмейская, Кропоткинская, Викуловская и другие.